# プレボーリング工法
プレボーリング工法（プレボーリングこうほう）は杭工法の一種。あらかじめ、地盤をオーガー等で所定の深さまで掘削し、既製杭を挿入してハンマ（ディーゼルハンマ・ドロップハンマ・油圧ハンマなど）を使用し、打撃を加えて施工する工法である。

## 使用杭径
- PHC杭・PRC杭・SC杭…φ300～1200mm

## 深さ限界
- 25～65m（地盤により異なる）

## 長所・欠点
1. 打撃工法と同様にハンマーで打ち込むため、騒音振動レベルが高い。圧入の場合は軽減される。
2. 打ち込み杭に比べ、支持力が低下する。また、施工の巧拙が支持力に大きく影響し、十分な施工管理が必要。
3. 工費が割高になり、排土処理に手間が掛かる。